# Барон Рейвенсворт
Барон Рейвенсворт из замка Рейвенсворт в графстве Дарем и Эслингтона Парка в графстве Нортумберленд — наследственный титул в системе Пэрства Соединённого королевства. Он был создан 17 июля 1821 года для сэра Томаса Лидделла, 6-го баронета (1775—1855).
Титул барона Рейвенсворта в системе Пэрства Великобритании был создан 29 июля 1747 года для сэра Генри Лиддерла, 4-го баронета (1708—1784). Но он прервался после смерти Генри Лидделла в 1784 году. Генри Лидделл, 2-й барон Лидделл (1797—1878), получил титулы графа Рейвенсворта и барона Эслингтона в 1874 году. В 1904 году после смерти Атолла Чарльза Джона Лидделла, 3-го графа Рейвенсворта, 4-го барона Рейвенсворта (1833—1904), титулы графа Рейвенсворта и барона Эслингтона прервались.

## Семья Лидделл
Семья Лиддел происходит от Томаса Лидделла (ум. 1650), богатого купца из Ньюкасл-апон-Тайна и сторонника короля Карла I Стюарта. В 1640 году он заседал в Палате общин от Ньюкасл-апон-Тайна. 2 ноября 1642 года для него был создан титул баронета из замка Рейвенсворт в Баронестве Англии. Его внук, сэр Генри Лидделл, 3-й баронет (ок. 1644—1723), заседал в Палате общин от Дарема (1689—1690, 1695—1698) и Ньюкасл-апон-Тайна (1701—1705, 1706—1710). В 1720 году он приобрел усадьбу Эслингтон-Парк. Его внук, Генри Лидделл, 4-й баронет (1708—1784), был депутатом Палаты общин от Морпета (1734—1747). В 1747 году для него был создан титул барона Рейвенсворта из замка Рейвенсворта в графстве Дарем в звании пэра Великобритании. В 1784 году после смерти последнего титул барона Рейвенсворта прервался, а титул баронета унаследовал его племянник, сэр Генри Лидделл, 5-й баронет (1749—1791). Он был высшим шерифом Нортумберленда в 1785 году.
Сын последнего, сэр Томас Генри Лидделл, 6-й баронет (1775—1855), представлял графство Дарем в Палате общин (1806—1807). В 1821 году для него был восстановлен титул барона Рейвенсворта из замка Рейвенсворта в графстве Дарем и Эслингтон-Парка в графстве Нортумберленд (Пэрство Соединённого королевства). Его сын, Томас Генри Лидделл, 2-й барон Рэвенсворт (1797—1878), представлял в Палате общин Нортумберленд (1826—1830), Северный Дарем (1837—1847) и Ливерпуль (1853—1855). В 1874 году для него были созданы титулы барона Эслингтона из Эслингтон-Парка в графстве Нортумберленд и графа Рейвенсворта из Рейвенсворт Касла в графстве Дарем (Пэрство Соединённого королевства). Его старший сын, Генри Джордж Лидделл, 2-й граф Рейвенсворт (1821—1903), консервативный политик, заседал в Палате общин от Южного Нортумберленда (1852—1878). Ему наследовал его младший брат, Атолл Чарльз Джон Лидделл, 3-й граф Рейвенсворт (1833—1904). После его смерти в 1904 году титулы барона Эслингтона и графа Рейвенсворта прервались. Тем не менее, титул барона Рейвенсворта и баронета унаследовал его двоюродный брат, Артур Томас Лидделл, 5-й барон Рейвенсворт (1837—1919). Он был сыном преподобного достопочтенного Роберта Лидделла, пятого сына 1-го барона Рейвенсворта. 
По состоянию на 2024 год носителем титула являлся его правнук, Томас Артур Хэмиш Лидделл, 9-й барон Рейвенсворт (род. 1954), который сменил своего отца в 2004 году.

## Другие известные члены семьи
- Генри Лидделл (1811—1898), сын Генри Лидделла (1787—1872), младшего сына сэра Генри Лидделла, 4-го баронета (1749—1791), вице-канцлер Оксфордского университета (1870—1874);
- Алиса Лидделл (1852—1934), дочь Генри Лидделла, стала одним из прототипов героини «Алиса в Стране чудес» Льюиса Кэролла;
- Гай Лидделл[англ.] (1892—1958), сын капитана Огастеса Фредерика Лидделла и внук достопочтенного Джорджа Лидделла, младшего сын 1-го баронета второй креации, военный руководитель контрразведки в Великобритании MI5.

## Семейные резиденции
Первоначально резиденцией был замок Рейвенсворт в Гейтсхеде и Тайн-энд-Уире. Это величественный дом почти полностью разрушен в 1920-х годах в связи с оседанием почвы, вызванной собственными семейными угольными шахтами, прибыль от которых пошла на его строительство. Замковые конюшни, которые находились в плачевном состоянии, были представлены после реставрации в телевизионной программе BBC в 2003 году.
В настоящее время семейным гнездом является Эслингтон-Парк в окрестностях Алника в графстве Нортумберленд.

## Баронеты Лидделл из Рейвенсворт Касла (1642)
- 1642—1650: Сэр Томас Лидделл, 1-й баронет[англ.] (ум. 1650), сын Томаса Лидделла (ум. 1615);
- 1650—1697: Сэр Томас Лидделл, 2-й баронет (ум. 1697), сын сэра Томаса Лидделла (ум. 1627), внук предыдущего;
- 1697—1723: Сэр Генри Лидделл, 3-й баронет (ок. 1644 — 1 сентября 1723), сын предыдущего;
- 1723—1784: Сэр Генри Лидделл, 4-й баронет[англ.] (1708 — 30 января 1784), сын Томаса Лидделла (ок. 1681—1715), внук предыдущего, барон Рейвенсворт с 1747 года.

## Бароны Рейвенсворт, первая креация (1747)
- 1747—1784: Генри Лидделл, 1-й барон Рейвенсворт[англ.] (1708 — 30 января 1784), сын Томаса Лидделла (ок. 1681—1715), внук сэра Генри Лодделла, 3-го баронета.

## Баронеты Лидделл из Рейвенсворт Касла (продолжение креации 1642)
- 1784—1791: Сэр Генри Джордж Лидделл, 5-й баронет (25 ноября 1749 — 26 ноября 1791), сын Томаса Лидделла, внук Томаса Лидделла (ок. 1681—1715), правнук сэра Генри Лидделла, 3-го баронета, высший шериф Нортумберленда в 1785 году;
- 1791—1855: Сэр Томас Генри Лидделл, 6-й баронет[англ.] (8 февраля 1775 — 8 марта 1855), старший сын предыдущего, барон Рейвенсворт с 1821 года

## Бароны Рейвенсворт, вторая креация (1821)
- 1821—1855: Томас Генри Лидделл, 1-й барон Рейвенсворт[англ.] (8 февраля 1775 — 8 марта 1855), старший сын сэра Генри Джорджа Лидделла, 5-го баронета;
- 1855—1878: Генри Томас Лидделл, 2-й барон Рейвенсворт[англ.] (10 марта 1797 — 19 марта 1878), старший сын предыдущего, граф Рейвенсворт с 1874 года.

## Графы Рейвенсворт (1874)
- 1874—1878: Генри Томас Лидделл, 1-й граф Рейвенсворт, 2-й барон Рэвенсворт[англ.] (10 марта 1797 — 19 марта 1878), старший сын Генри Томаса Лидделла, 2-го барона Рейвенсворта;
- 1878—1903: Генри Джордж Лидделл, 2-й граф Рейвенсворт, 3-й барон Рэвенсворт[англ.] (8 октября 1821 — 22 июля 1903), старший сын предыдущего;
- 1903—1904: Атолл Чарльз Джон Лидделл, 3-й граф Рейвенсворт, 4-й барон Рейвенсворт (6 августа 1833 — 7 февраля 1904), младший сын предыдущего.

## Бароны Рейвенсворт (продолжение креации 1821)
- 1904—1919: Артур Томас Лидделл, 5-й барон Рэвенсворт (28 октября 1837 — 12 ноября 1919), старший сын преподобного достопочтенного Роберта Лидделла (1808—1888), внук Томаса Генри Лидделла, 1-го барона Рейвенсворта;
- 1919—1932: Джеральд Уэлсли Лидделл, 6-й барон Рейвенсворт (21 марта 1869 — 15 июня 1932), старший сын предыдущего;
- 1932—1950: Роберт Артур Лидделл, 7-й барон Рейвенсворт (2 июня 1902 — 4 августа 1950), единственный сын предыдущего;
- 1950—2004: Артур Уоллер Лидделл, 8-й барон Рейвенсворт (25 июля 1924 — 28 марта 2004), старший сын Сирила Артура Лидделла (1872—1932), внук Артура Томаса Лидделла, 5-го барона Рейвенсворта;
- 2004 — настоящее время: Томас Артур Хэмиш Лидделл, 9-й барон Рейвенсворт (род. 27 октября 1954), единственный сын предыдущего;
  - Наследник титула: достопочтенный Генри Артур Томас Лидделл (род. 27 ноября 1987), старший сын предыдущего.